# Lotte Hermann
Lotte Hermann (født 9. juli 1941 i København) er en dansk skuespiller og sceneinstruktør.
Hermann blev uddannet fra Privatteatrenes Elevskole i 1964. Hun var gennem mange år ansat ved Aarhus Teater, Aalborg Teater, Det Danske Teater og Svalegangen i Århus. Senere arbejdede hun som freelancer. Siden midten af 1980'erne har hun arbejdet som operainstruktør.

## Filmografi
- Jeg er sgu min egen (1967)
- Jeg - en marki (1967)
- Den dobbelte mand (1976)
- Strømer (1976)
- Drenge (1977)
- Sofie (1992)